# Raión de Korets
Kórets (en ucraniano: Корецький район) fue un raión o distrito de Ucrania en el óblast de Rivne. En la reforma territorial de 2020, su territorio fue incluido en el raión de Rivne.
Comprendía una superficie de 720 km².
La capital era la ciudad de Kórets.

## Demografía
Según estimación 2010 contaba con una población total de 36300 habitantes.

## Otros datos
El código postal 34700 y el prefijo telefónico +380 3651.